# Maryam Rajavi
Maryam Rajavi (Teheran, 4 dicembre 1953) è una diplomatica iraniana e la presidente eletta del Consiglio Nazionale della Resistenza Iraniana..
Il Consiglio Nazionale della Resistenza Iraniana l'ha designata come "presidente della resistenza iraniana per il periodo di transizione della sovranità al popolo". Il piano a dieci punti di Maryam Rajavi per "l'Iran di domani" esprime le opinioni e le strategie del Consiglio Nazionale della Resistenza, nonché la piattaforma operativa della resistenza iraniana per un futuro Iran libero.

## Biografia
Maryam è nata in una famiglia appartenente alla classe media a Teheran. Dopo aver completato gli studi primari e secondari, si è laureata in ingegneria metallurgica presso l'Università di Technologia di Sharif a Tehran. Dopo la vittoria della rivoluzione nel 1979, ha proseguito le sue attività all'interno dell'organizzazione dei Mojahedin, ricoprendo il ruolo chiave tre i responsabili del dipartimento sociale dell'organizzazione.
Nel 1981, fu proposta tra i candidati dall'organizzazione dei Mojahedin del Popolo Iraniano per il distretto di Teheran nelle prime elezioni parlamentari. In tale competizione, riuscì a ottenere oltre 221.000 voti.
Maryam Rajavi lasciò l'Iran nel 1982 e a partire dal 1993 è stata eletta dal Consiglio Nazionale della Resistenza Iraniana come presidente per il futuro dell'Iran. In conformità con il decreto approvato dal Consiglio Nazionale della Resistenza iraniana, dopo il rovesciamento della Repubblica Islamica e fino alla formazione dell’Assemblea Costituente e alle elezioni presidenziali, Maryam Rajavi sarà la presidente ad interim del paese.

## Attività internazionali
Durante il suo soggiorno in Europa, Maryam Rajavi ha visitato diversi paesi europei e ha avuto incontri con le autorità di tali nazioni. Tra questi, possiamo menzionare il suo viaggio in Finlandia nel marzo 2010. Nell'aprile 2010, su invito di un gruppo di parlamentari tedeschi, ha effettuato anche un viaggio in Germania.
Maryam Rajavi ha incontrato il senatore John McCain in Albania il 14 aprile 2017. Nel corso di questa riunione, ha sottolineato che il regime religioso predominante in Iran costituisce la principale fonte di terrorismo.
Nel luglio 2021, Maryam Rajavi ha pronunciato un discorso a Berlino durante una protesta contro l'elezione di Ebrahim Raisi alla presidenza dell'Iran, descrivendo Raisi come l'artefice del massacro di 30.000 prigioniero politici nel 1988.
Il 23 giugno 2022, l'ex vicepresidente degli Stati Uniti d'America Uniti Mike Pence ha avuto un incontro con Maryam Rajavi presso la sede dell'opposizione iraniana ad Ashraf 3. Pence ha dichiarato che il piano in 10 punti di Maryam Rajavi per il futuro dell'Iran garantisce la libertà di espressione, la libertà di riunione e il diritto di ogni iraniano di scegliere i propri leader eletti. Questa costituisce la base su cui poter edificare il futuro di un Iran libero. Durante il suo intervento in presenza di Mike Pence, Maryam Rajavi ha affermato: "La resistenza iraniana è un esempio storico del fatto che la resistenza di una nazione può modificare il corso della storia verso la libertà".
Nel maggio del 2022, Mike Pompeo, l'ex segretario di Stato degli Stati Uniti d'America, ha dichiarato il suo sostegno a Maryam Rajavi e al Consiglio Nazionale della Resistenza Iraniana durante un incontro presso la sede dei Mojahedin Khalq ad Ashraf 3.
Nel febbraio del 2023, Tom McClintock e diversi altri rappresentanti del Congresso degli Stati Uniti hanno presentato la risoluzione n.100 della Camera dei rappresentanti degli Stati Uniti, firmata da 223 rappresentanti del Congresso. Questa risoluzione sostiene il piano in dieci punti di Maryam Rajavi, il quale mira a stabilire una repubblica democratica e non nucleare, basata sulla separazione tra religione e governo.
Il 21 maggio 2023, oltre cento ex leader mondiali hanno sottoscritto una lettera rivolta al presidente degli Stati Uniti d'America e ai loro omologhi in Canada, Gran Bretagna ed Europa, esprimendo il loro sostegno al piano in 10 punti di Maryam Rajavi. Nella missiva, si afferma: "Sappiamo che per quattro decenni, la coalizione democratica del Consiglio Nazionale della Resistenza Iraniana (CNRI) ha continuamente e incessantemente lottato per il cambiamento democratico."

## Visita di Maryam Rajavi in Italia
Maryam Rajavi si è recata in Italia nel luglio 2023, dove ha avuto incontri con numerose figure parlamentari, tra deputati della Camera e del Senato italiano. Il 13 luglio 2023, ha tenuto un discorso a porte chiuse presso la Commissione Italiana per le Relazioni Estere. In tale sede, la maggioranza del Parlamento italiano ha ufficialmente espresso il proprio sostegno al piano in 10 punti di Maryam Rajavi per il futuro dell'Iran dopo il regime di Khamenei. Il piano proposto da Maryam Rajavi prevede una visione moderna per un Iran non nucleare, caratterizzato da un governo basato sulla netta separazione tra religione e Stato. Tale progetto mira a garantire i diritti umani a donne, a non musulmani e altre minoranze. Con il sostegno dell'Italia, questo piano ha ottenuto l'adesione e la firma di oltre 3.600 legislatori provenienti da circa 40 paesi. Tra essi, figurano la maggioranza dei rappresentanti francesi, dei parlamentari britannici e dei membri del Congresso americano. Inoltre, ha ricevuto l'appoggio di 120 ex presidenti e primi ministri a livello globale, nonché di 70 vincitori del Premio Nobel.

## Opinioni

### Il piano per l'Iran di domani
Con il suo piano in 10 punti, Maryam Rajavi ha delineato le visioni e le strategie del Consiglio Nazionale della Resistenza e della Resistenza Iraniana per un futuro libero dell'Iran.
All'interno di questo dettagliato piano decennale, Rajavi ha esplicitamente dichiarato il suo impegno nei confronti della Dichiarazione universale dei diritti umani e di altri documenti internazionali. Tra le sue proposte figurano la richiesta di abolizione della pena di morte, l'istituzione di un sistema giuridico moderno e l'indipendenza della magistratura, la promozione della coesistenza pacifica, la gestione delle relazioni diplomatiche con tutti i paesi e il rispetto dei principi sanciti dalla Carta Statuto delle Nazioni Unite. Un elemento rilevante di questo piano consiste nell'opposizione decisa alla produzione di armi nucleari.
Maryam Rajavi si oppone fermamente all'obbligo dell'hijab, e in diversi discorsi ha sostenuto apertamente la necessità della sua abolizione. Credendo nel ruolo attivo delle donne in ogni settore della società e nella parità di genere, Rajavi ha espresso le sue convinzioni in vari discorsi, compreso quello tenuto il 23 febbraio 2010 al Parlamento europeo.
Nel giugno 2020, la maggioranza della Camera dei rappresentanti degli Stati Uniti ha espresso il proprio sostegno a Maryam Rajavi, al Consiglio Nazionale della Resistenza Iraniana e a un "Iran laico e democratico" attraverso una "risoluzione bipartisan". Nell'ambito di questa risoluzione, sono stati condannati i "terrorismo di stato iraniano". Dei 221 legislatori che hanno appoggiato il piano in 10 punti di Rajavi, è stato altresì espresso il desiderio di prevenire "le attività distruttive delle missioni diplomatiche del regime iraniano".

### Altri punti di vista
Secondo Maryam Rajavi, "eliminare la minaccia nucleare e il terrorismo del governo iraniano significa liberarsi dalla sua oppressione". Afferma che il "cambiamento democratico e la fine del regime religioso autoritario" in Iran sono fondamentali per la pace, la democrazia, la sicurezza e la stabilità nella regione.
Rajavi sollecita l'applicazione di sanzioni contro il governo della Repubblica Islamica dell'Iran e propone di interrompere le relazioni commerciali e diplomatiche con tale governo.
In risposta all'ondata di arresti verificatasi durante le proteste in Iran del 2019-2020, Maryam Rajavi ha richiesto alle Organizzazione delle Nazioni Unite l'invio immediato di delegazioni investigative e di accertamento dei fatti in Iran. Ha sottolineato il rischio di tortura e di esecuzione per coloro che sono stati arrestati, insistendo sul fatto che i leader del governo iraniano debbano affrontare la giustizia per i crimini contro l'umanità che hanno commesso.

## Sfondo Familiare
Maryam Rajavi proviene da una famiglia musulmana non tradizionale. Suo fratello, Mahmoud, è un veterano membro dell'organizzazione dei Mojahedin ed è stato detenuto come prigioniero politico durante il regno dello Scià. La sua sorella maggiore, Narges, si unì all'organizzazione nel 1975 e fu uccisa dagli agenti della SAVAK durante il periodo dello Scià. Un'altra sorella, Masouma, studentessa di ingegneria industriale presso l'Università di Scienza e Tecnologia di Teheran, fu arrestata dalla Repubblica Islamica nel 1999 e, mentre era incinta, subì un'esecuzione capitale.

## Libri scritti da lei
- Grande marcia verso la libertà[41]
- Iran di domani; Viste di Maryam Rajavi[42]
- no all' hijab obbligatorio, no alla religione obbligatoria, no al governo obbligatorio[43]
- Donne, Islam e fondamentalismo; Maryam Rajavi[44]
- Iran senza esecuzione[45]
- Il regime dei mullah in Iran, centro del fondamentalismo e del terrorismo[46]
- La libertà, vero concetto dell'Islam[47]
- Le donne, forza del cambiamento[48]
- Tutti per la libertà[49]
- Verso la libertà[50]

## Interviste
• Intervista della rivista El Español a Maryam Rajavi: il regime iraniano è fermo; Si è conservato solo con la repressione - 19 febbraio 2018
• Intervista con Maryam Rajavi del quotidiano Elyoum sabe in Egitto